# Оливейра душ Сантуш, Лаисса Кристина
Лаисса Кристина Оливейра Душ Сантуш (порт. Layssa Cristina Oliveira dos Santos) — бразильская футболистка, нападающая российского клуба «Локомотив».

## Биография
Начала заниматься футболом в восемь лет, первой командой была «Сейландиа Адефе». В 2022 году выступала за команду «Руд Булл Брагантино».
В январе 2023 года перешла в московский «Локомотив», первый гол забила 11 марта 2023 года в первом же матче за клуб в ворота команды «Енисей». По итогам сезона 2023 участвовала во всех матчах «Локомотива» в сезоне, забила 11 мячей и стала бронзовым призёром Чемпионата России. В финальном матче Кубка России 2024 против ЦСКА забила два мяча и принесла «Локомотиву» третий национальный кубок. Лучший бомбардир «Локомотива» в сезоне 2024 (12 мячей в Чемпионате + 5 мячей в Кубке).
Душ Сантуш является чемпионкой Бразилии до 18 лет, а также двукратной чемпионкой Южной Америки в составе молодёжных сборных Бразилии (U-17, U-20).